# 刺叶
刺叶（学名：Acanthophyllum pungens），为石竹科刺叶属的植物。分布于、蒙古以及中国大陆的新疆等地，生长于海拔400米至1,300米的地区，常生长在多石砾的山坡及沙质地。